# Chawton
Chawton est un village et une paroisse civile d'Angleterre, dans le Hampshire. Le village se trouve à 2,5 km de Alton, juste au sud de la route A31 qui va de Farnham à Winchester, à l'intérieur du parc national des Downs du Sud.
La station de train la plus proche se trouve à 2,7 km au nord-est du village, à la station d'Alton.
En 2000, Chawton comptait une population d'environ 380 habitants. Le village fait partie de la zone de recensement de Downland, qui compte 2 149 habitants.

## Historique
Jane Austen y a vécu les huit dernières années de sa vie. L'ancienne grande maison où vivaient Jane Austen, sa mère et sa sœur Cassandra est maintenant un petit musée consacré à l'écrivain, le Jane Austen's House Museum.

## L'église St Nicholas

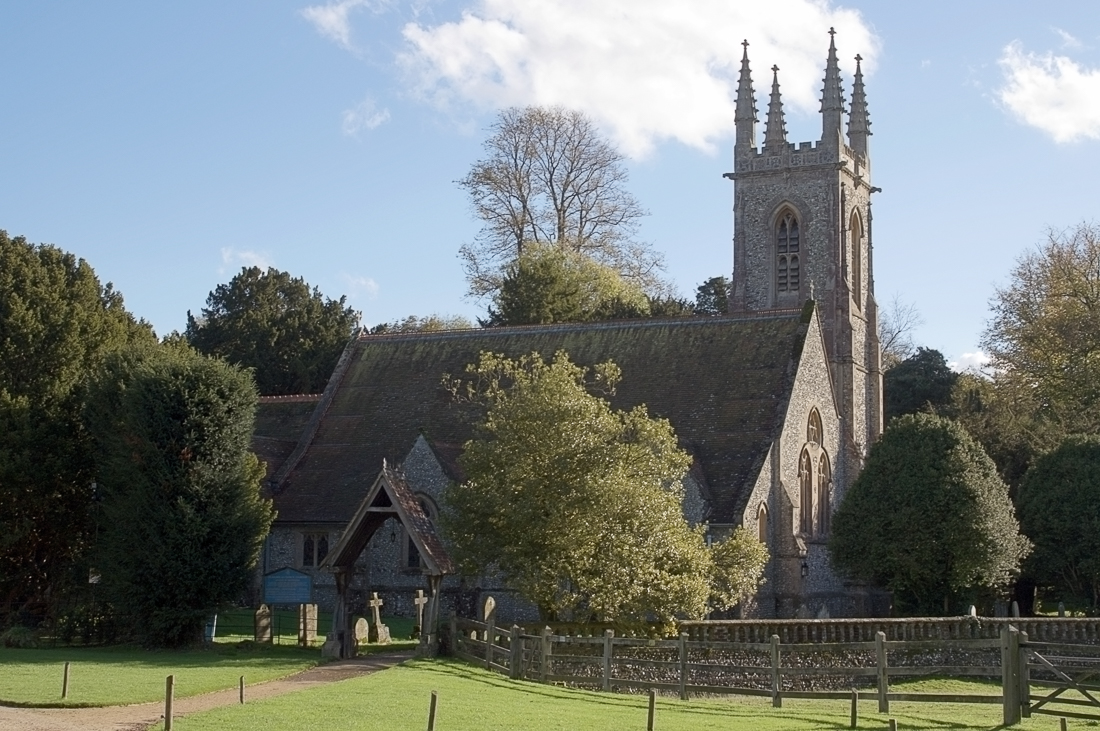
L'église St Nicholas, Chawton – l'église paroissiale de Jane Austen, et où sa mère et sa sœur sont enterrées

St Nicholas est la seule église. Une église est située dans le lieu depuis le XIIIe siècle (au moins de 1270). La première église a brûlé en 1871, seulement le chancel a survi. La nouvelle église a été conçue par Sir Arthuer Blomfield, et est maintenant un monument classé (Grade 2*).